# Bituberochernes mumae
Bituberochernes mumae är en spindeldjursart som beskrevs av William B. Muchmore 1974. Bituberochernes mumae ingår i släktet Bituberochernes och familjen blindklokrypare. Inga underarter finns listade.